# La M.I.E.R.
La M.I.E.R. es una historieta de 1999 del autor de cómics español Francisco Ibáñez, perteneciente a su serie Mortadelo y Filemón.

## Trayectoria editorial
Publicada en 1999 en el número 79 de Magos del Humor y más tarde en el 149 de la Colección Olé.

## Sinopsis
Los rusos van a destruir la estación espacial Mir. Los países más poderosos lanzarán distintos módulos para formar la Estación Espacial Internacional, y España les ayudará lanzando al espacio la M.I.E.R. (Misión Intergaláctica Espacial Rebóllez) que servirá como cocina al resto de módulos. El proyecto estará dirigido por el profesor Bacterio que fabricará el módulo y por Ofelia que se encargará de cocinar. 
Mortadelo y Filemón serán los astronautas de la nave y se encargarán de que todo vaya bien.

## Errores
En la página 14 Mortadelo le da a Filemón la patata vitaminada de Ofelia y se la come sin más, sin embargo en la historieta de 1978 Los gamberros Filemón dijo que no le gustan las patatas.